# پی ال-۰۱
پی ال-01 یا PL-01 یک مدل تانک سبک لهستانی است که توسط OBRUM با پشتیبانی BAE Systems و بر اساس تانک سبک سوئدی CV90120-T ساخته شده است.ماکت این وسیله نقلیه اولین بار در 2 سپتامبر 2013 در نمایشگاه بین‌المللی صنایع دفاعی در کیلس رونمایی شد.

## طرح
طرح PL-01 مانند تانکهای اصلی نبرد مدرن استاندارد است. راننده در قسمت جلوی بدنه خودرو قرار دارد و فرمانده و توپچی نیز در بدنه قرار گرفته و برجک تیربار بدون سرنشین نیز در عقب نصب شده‌است. علاوه بر این، محفظه عقب در بدنه قرار دارد که می‌تواند چهار سرباز را در خود جای دهد. شاسی خودرو بر اساس Combat Vehicle 90 ساخته شده‌است.
پوشش زره خودرو دارای پوسته ای سرامیکی-آرامیدی ماژولار است که برای ایجاد حفاظت سازگار با استاندارد NATO STANAG 4569 ضمیمه A در سطح ۵+ در قسمت‌های جلوی بدنه و برجک تیربار طراحی شده‌است. صفحات اضافی پوشش زره بر روی برجک و بدنه نصب شده‌اند و برای محافظت کامل در برابر طیف وسیعی از پرتابه‌ها طراحی شده‌اند. بدنه تانک قابلیت محافظت در برابر مواد منفجره دست‌ساز (IED) و مین‌های زمینی دارد و مطابق با ضمیمه B قسمت 4a و 4b استاندارد STANAG 4569 می‌شود. برای اینکه این تانک یک وسیله نقلیه زمینی نامرئی ، باشد کل خودرو با مواد جاذب امواج رادار پوشانده خواهد شد.
PL-01 به موتور دیزلی ۹۴۰ اسب بخار (۷۰۰ کیلووات) به همراه مبدل گشتاور، گیربکس اتوماتیک و مکانیسم کمک رانندگی مجهز خواهد شد. سیستم تعلیق بر اساس هفت چرخ است، شافتهای محرک دارای میرایی فعال اهرم تعلیق (میله‌های چرخشی) هستند که بر روی دو جفت اول و آخر نصب شده‌اند. سرعت این وسیله نقلیه می‌تواند تا ۷۰ کیلومتر بر ساعت (۴۳ مایل بر ساعت) در جاده‌های آسفالته و ۵۰ کیلومتر بر ساعت (۳۱ مایل بر ساعت) در زمینهای ناهموار با حداکثر برد ۵۰۰ کیلومتر (۳۱۰ مایل) است، می‌تواند با شیب ۳۰ درجه صعود کند، از خندق‌ها و ترانشه‌ها به عرض ۲٫۶ متر (۸ فوت ۶ اینچ)، و از موانع آبی با عمق حداکثر ۱٫۵ متر (۴ فوت ۱۱ اینچ) بدون آماده‌سازی، و تا ۵ متر (۱۶ فوت) عمیق با آماده‌سازی عبور کند.

## سلاح
سلاح اصلی PL-01 یک توپ ۱۰۵ یا ۱۲۰ میلی‌متری است که مطابق با استانداردهای ناتو در برجک بدون سرنشین نصب شده‌است. این توپ قادر به شلیک هم موشک‌های معمولی و هم موشک‌های ضد تانک هدایت شونده خواهد بود. یک دستگاه اتوماتیک خشاب برای توپ اصلی خود دارد که سرعت شلیک ۶ تیر در دقیقه را تضمین می‌کند. این تانک ۴۵ گلوله را حمل می‌کند که ۱۶ تیر آن در برجک ذخیره شده و آماده شلیک است و بقیه در محفظه شاسی ذخیره می‌شود. این تانک همچنین به یک مسلسل ۷٫۶۲ مسلح است. مسلسل UKM-2000C با ذخیره مهمات ۱۰۰۰ گلوله.
تجهیزات اضافی در یک ماژول کنترل از راه دور نصب می‌شوند. در حال حاضر طراحی‌های برنامه‌ریزی شده شامل مسلسل ۷٫۶۲ میلی‌متر یا ۱۲٫۷ میلی متراست یا نارنجک‌انداز اتوماتیک ۴۰میلی‌متر با ذخیره ۸۰۰۰ گلوله ۷٫۶۲ میلی‌متر، ۴۰۰ گلوله ۱۲٫۷ میلی‌متر یا ۹۶ گلوله نارنجک ۴۰میلی‌متر همچنین یک سیستم محافظتی فعال در برجک تعبیه شده‌است که موشک‌های ورودی و پرتاب نارنجک دودی را رهگیری می‌کند.
همه تجهیزات به صورت الکترونیکی تثبیت می‌شوند و سیستم‌های مشاهده و تشخیص با فاصله سنجهای لیزری، دوربین‌های شبانه‌روزی و تصویربرداری حرارتی نسل سوم همراه با داده‌های تصویری روی صفحه نمایش ارائه می‌شوند.

## تجهیزات
PL-01 مجهز به سیستم اطفا حریق در برجک و بدنه، سیستم ارتباط رادیویی داخلی، سیستم فعال محافظت ضد پرتابه، سیستم مدیریت میدان جنگ، سیستم خنک‌کننده اگزوز، سیستم مخفی کردن وپوشاندن حرارت و فیلترهای تهویه هوا خواهد بود. صندلی‌های ویژه به خدمه تعلق می‌گیرد تا اثرات فیزیکی انفجارهای اطراف را به حداقل برساند. علاوه بر این، این وسیله نقلیه ممکن است به سیستم ناوبری ماهواره ای و سیستم شناسایی دوست-دشمن مجهز باشد.

## انواع
علاوه بر نقش پشتیبانی مستقیم آتش، این وسیله نقلیه همچنین می‌تواند به عنوان تانک فرماندهی، خودروی پاکسازی مین یا برای تعمیر خودروهای زرهی پیکربندی شود.